# كأس قبرص للسيدات 2011
كأس قبرص للسيدات 2011 هو موسم من كأس قبرص للسيدات. شارك فيه  12 فريقاً، وفاز فيه منتخب كندا لكرة القدم للسيدات.